# Сочи-04
«Сочи-04» — российский футбольный клуб из города Сочи. Образован в 2004 году.
Являлся официальным фарм-клубом краснодарской «Кубани», входя в её клубную систему.
В 2008 году команда прекратила существование из-за сложной финансовой ситуации.

## Результаты выступлений
| Первенство | Первенство                    | Первенство | Первенство | Первенство | Первенство | Первенство | Первенство | Кубок России |
| Сезон      | Лига/дивизион                 | Место      | И          | В          | Н          | П          | Мячи       | Кубок России |
| ---------- | ----------------------------- | ---------- | ---------- | ---------- | ---------- | ---------- | ---------- | ------------ |
| 2004       | Чемпионат Краснодарского края | 6 из 16    | 30         | 15         | 3          | 12         | 68-56      | —            |
| 2005       | Второй дивизион, зона «Юг»    | 7 из 13    | 24         | 9          | 5          | 10         | 25-27      | 1/256        |
| 2006       | Второй дивизион, зона «Юг»    | 9 из 17    | 32         | 10         | 5          | 17         | 36-51      | 1/256        |
| 2007       | Второй дивизион, зона «Юг»    | 9 из 15    | 28         | 9          | 7          | 12         | 35-39      | 1/128        |
| 2008       | Второй дивизион, зона «Юг»    | 16 из 18   | 34         | 9          | 5          | 20         | 27-55      | 1/256        |